# Iefànovo
Iefànovo (en rus: Ефаново) és un poble de l'óblast de Vladímir, a Rússia, segons el cens del 2010 tenia 29 habitants. Pertany al districte de Kirjatx.